# Pilou Asbæk
Johan Philip "Pilou" Asbæk (tiếng Đan Mạch: [piˈluː ˈæːsbɛɡ]; sinh ngày 2/3/1982) là nam diễn viên người Đan Mạch. Anh từng vào vai Euron Greyjoy trong sê-ri phim cổ trang Game of Thrones.

## Thời thơ ấu
Asbæk sinh ra tại Copenhagen, anh là con trai của bà Maria Patricia (nhũ danh Tonn) và ông Jacob A. Asbæk. Mẹ anh sinh ra tại Casablanca, Maroc. Anh có hai anh trai là Thomas Asbæk và Martin Asbæk.
Asbæk theo học tại trường Herlufsholm. Năm 2008, anh tốt nghiệp Đại học Sân khấu Quốc gia Đan Mạch.

## Danh sách phim

### Truyền hình
| Năm          | Tên                          | Vai                     | Đài phát | Ghi chú |
| ------------ | ---------------------------- | ----------------------- | -------- | ------- |
| 2008         | Deroute                      | Mulvad                  | -        | 3 tập   |
| 2009         |                              |                         |          |         |
| Forbrydelsen | David Grüner                 | DR1                     | 1 tập    |         |
| 2010         | Blekingegade                 | Carsten Nielsen         | -        | 3 tập   |
| 2010–2013    | Borgen                       | Kasper Juul             | DR1      | 29 tập  |
| 2013         | The Borgias                  | Paolo Orsini            |          | 7 tập   |
| 2014         | Eurovision Song Contest 2014 | (đồng dẫn chương trình) | DR       |         |
| 2014         | 1864                         | Didrich                 | DR1      | 8 tập   |
| 2016         | Stag                         | Neils                   | BBC Two  | 1 tập   |
| 2016–nay     | Game of Thrones              | Euron Greyjoy           | HBO      | 6 tập   |